# Dølle
Dølle, indtil 2023 Døllefjelde-Musse Marked, er et kræmmermarked i Døllefjelde Sogn på Østlolland, der bliver afholdt i første weekend af maj. Indtil 2023 fandt markedet sted i Store bededagsferien. Markedet er blevet afholdt siden 1980 af Døllefjelde-Musse Markedsforening. Markedet besøges af over 100.000 mennesker og skaber ofte lange bilkøer til markedet. Markedet drives af frivillige.

## Historie
Den første gang i 1980, hvor der kom omkring 30.000 mennesker til de 56 boder. Markedet dækkede et areal på 2 tønder land. 30.000 gæster besøgte markedet, som få år senere havde et stabilt besøgstal på omkring 100.000 besøgende hvert år. En popsang med samme navn medvirkede til at gøre markedet populært.
I 2001 blev markedet kåret som det bedst organiserede kræmmermarked i landet.
I 2004 havde markedet sit hidtil største overskud på omkring 1,9 million kr. Overskuddet bliver delt ud til forskellige lokale foreninger.
I 2012 blev tre unge fundet bevidstløse efter de havde indtaget en blå drik, der var en blanding af fælgrens og kaustisk soda, der skulle minde om stoffet fantasy.
I 2014 havde markedet omkring 700 stader. I august samme år gik formanden Ole Ottosen af efter at have siddet på posten siden markedets begyndelse i 1980. Leif Chortzen erstattede Ottosen.
Mellem 1998 og 2016 fandtes et lejlighedsvist trinbræt, som betjentes under markedet. DSB kørte med pendultog fra/til Nykøbing Falster gæster til og fra markedet. 2016 blev sidste år med tog, derefter blev trinbrættet nedlagt grundet ombygning af banen.
Under markedet i 2022 blev en 32-årig mand stukket ihjel.
Da Mette Frederiksens regering besluttede at fjerne Store Bededag i 2023, meldte markedet ud, at fremtidige markeder ville blive ramt, og at det var vanskeligt at flytte, da andre markeder i landet havde planlagt sig omkring Døllefjelde-Musse Marked. I april meldte arrangørerne ud, at markedet i fremtiden ville blive afholdt torsdag til søndag første weekend i maj, så det stadig foregik over fire dage som hidtil. I november 2023 meddelte markedet, at det i forbindelse med flytningen for tidspunktet også officielt ville ændre markedets navn fra "Døllefjelde-Musse Marked" til det kortere "Dølle", som i forvejen var meget udbredt som markedets uformelle kaldenavn.

## Begivenheder
På markedet kommer flere hundrede kræmmere og sælger deres ting. Der er madboder, øltelt og tivoli.
Markedet bliver åbnet med en koncert hvert år, hvor bl.a. Henning Stærk, Shu-bi-dua, Michael Learns to Rock, Dodo & The Dodos, Gnags, Kim Larsen & Kjukken, Nik & Jay, Alphabeat og D-A-D har spillet åbningskoncert. De resterende markedsdage spilles der også koncerter med forskellige bands.
Derudover bliver der afholdt en traditionsrig damefrokost, som er meget populær blandt lokalbefolkningen. Damefrokosten samler normalt 1300 kvinder, der alle er iført hat. Udover mad er der musikalsk underholdning og mandestrip. I 2020 slog man på grund af damefrokostens 20 års jubilæum rekord med 1.800 solgte billetter, og frokosten bliver ofte udsolgt på ganske få minutter. Der afholdes ligeledes en herrefrokost for mænd, hvor der serveres stegt flæsk med persillesovs, og der er topløs betjening. Herrefrokosten bliver dog ikke udsolgt med samme hast som damefrokosten.

## Besøgstal
| År   | Besøgende                           |
| ---- | ----------------------------------- |
| 1980 | 30.000                              |
| 1981 | Ukendt                              |
| 1982 | Ukendt                              |
| 1983 | 50.000                              |
| 1984 | 100.000                             |
| 1985 | 100.000                             |
| 1986 | 115.000                             |
| 1987 | 111.000                             |
| 1988 | 115.000                             |
| 1989 | Ukendt                              |
| 1990 | 110.000                             |
| 1991 | 100.000                             |
| 1992 | 120.000                             |
| 1993 | Ukendt                              |
| 1994 | 125.000                             |
| 1995 | Ukendt                              |
| 1996 | Ukendt                              |
| 1997 | 120.000                             |
| 1998 | 128.000                             |
| 1999 | Ukendt                              |
| 2000 | 100.000                             |
| 2001 | 125.000                             |
| 2002 | Ukendt                              |
| 2003 | 110.000                             |
| 2004 | 100.000                             |
| 2005 | 120.000                             |
| 2006 | 120.000                             |
| 2007 | 125.000                             |
| 2008 | Ukendt                              |
| 2009 | Ukendt                              |
| 2010 | Ukendt                              |
| 2011 | 120.000                             |
| 2012 | Ukendt                              |
| 2013 | 115.000                             |
| 2014 | Ukendt                              |
| 2015 | 120.000                             |
| 2016 | Ukendt                              |
| 2017 | Ukendt                              |
| 2018 | Ukendt                              |
| 2019 | Ukendt                              |
| 2020 | Aflyst grundet coronaviruspandemien |
| 2021 | Aflyst grundet coronaviruspandemien |
| 2022 | Ukendt                              |
| 2023 | Ukendt                              |
| 2024 | ca. 100.000                         |